# Liste der hydrologischen Einzugsgebiete in der Nordprovinz
Die Liste der hydrologischen Einzugsgebiete in der Nordprovinz nennt die von den Behörden Sri Lankas statistisch erfassten Einzugsgebiete in der Nordprovinz.
| Name                                             | Einzugsgebiet | Länge |
| ------------------------------------------------ | ------------- | ----- |
| Nay Aru (Mannar)                                 | 567 km²       | 48 km |
| Parangi Aru                                      | 842 km²       | 81 km |
| Chippi Aru                                       | 66 km²        | 14 km |
| Pali Aru                                         | 450 km²       | 63 km |
| Pallavarayankaddu Aru                            | 161 km²       | 27 km |
| Mandekal Aru                                     | 161 km²       | 23 km |
| Akkarayankal Aru                                 | 194 km²       | 31 km |
| Kalavalappu Aru                                  | 56 km²        | 10 km |
| Kanakarayan Aru                                  | 906 km²       | 86 km |
| Netheli Aru                                      | 120 km²       | 24 km |
| Piramenthal Aru                                  | 83 km²        | 22 km |
| Theravil Aru                                     | 91 km²        | 26 km |
| Maruthapilly Aru                                 | 41 km²        | 10 km |
| Pali Aru (Mannar)                                | 84 km²        | 11 km |
| Per Aru                                          | 378 km²       | 40 km |
| Kodalikkallu Aru                                 | 75 km²        | 21 km |
| Nay Aru (Mullaitivu)                             | 187 km²       | 20 km |
| Paladi Aru                                       | 64 km²        | 10 km |
| Churiyan Aru                                     | 74 km²        | 12 km |
| Chavar Aru                                       | 31 km²        | 5 km  |
| Quelle: Irrigation Department, Northern Province |               |       |

## Belege
1. ↑  Northern Provincial council statistical information 2009. Provincial planning secretariat.